# Зайцева, Эмма Ивановна
Э́мма Ива́новна За́йцева (род. 2 июня 1970, Ровно) — украинский сценограф

, заслуженный деятель искусств Украины, главная художница Закарпатского академического областного украинского музыкально-драматического театра им. братьев Ю.А. та Э. Шерегиев.

## Биография
Родилась — 2 июня 1970 г. в городе Ровно, Украина.
1989 г. — окончила Туркменское государственное художественное училище им. Шота Руставели, отделение «Театральная декорация», курс Д. Чариева, Ашхабад.
1989—1997 г. — художница-постановщица академического украинского музыкально-драматического театра г. Ровно
В 2001 г. — окончила Ровенский государственный гуманитарный университет, кафедра «Культорологии, теории и история культуры».
С 1998 г. — главная художница Закарпатского областного государственного украинского музыкально-драматического театра, Ужгород.

## Карьера и творчество
Автор сценографии к 80 театральным спектаклям и концертам в театрах Ашхабада, Ровно, Мукачева, Ужгорода.
Живёт и работает в городе Ужгород, Украина.

## Награды
- Лауреатка областной театральной премии им. братьев Шерегиев — за оформление спектакля «Танго для тебя» — братьев Шерегиев (1999)
- Лауреатка областной театральной премии им. братьев Шерегиев — за оформление спектакля «Банкрот» — за М.Старицким(2000)
- Лауреатка VI Международного фестиваля этнических театров Украины и Еврорегиона «Этно-Диа-Сфера» в номинации «Лучшая сценография» — за спектакль «Чего хочет женщина?» — Квитка-Основьяненко, Григорий Федорович (2005)
- Лауреатка областной театральной премии им. братьев Шерегиев — за оформление спектакля «Судный час» — И.Козака (2009)[1]
- Лауреатка Национальной театральной премии имени Фёдора Нирода — за сценографию к спектаклям 2008—2009 годов(2009)[2].
- Заслуженный деятель искусств Украины (2009)[3]
- Орден Святой Варвари Украинской Православной церкви Киевского Патриархату (2016)

## Членство в организациях
- Член ассоциации сценографов Украины (1998)
- Член Национального союза театральных деятелей Украины (1996)

## Выставки
- 2004 — «Культура Украины на рубеже третьего тысячелетия»,Киев
- 2005 — Персональная выставка «От эскиза до спектакля»,Мукачево,Ужгород
- 2006 — Персональная выставка «Театральный макет»,Ужгород

## Сценографические работы
Ровенский государственный областной украинский музыкально-драматический театр
- 1995 г. «О, Музыка, Музыка, Музыка» (оперетта)
- 1996 г. «Рукавичка» — И.та Я. Злотопольських
- 1997 г. «Как, наши деды парубкували» — В. Канивца; «Сосиски, консервы, и небо в алмазах» — М. Супонин; «КАЙДАШЕВА СЕМЬЯ» — И.Нечуй-Левицкий

Закарпатский областной государственный русский драматический театр
- 2005 г. «Меховой домик» — В. Грабовский, Я. Мельничка.
- 2006 г. «Лизистрата» — Леонид Филатов

Цыганский музыкальный театр «Лаутары»
- 2001 г. «Черный цыган» — В. Фединишинца
- 2002 г. «Свадьба Лаутара, или черт возьми» — В. Палия

Закарпатский областной украинский музыкально-драматический театр
- 1999 г. «Танго для тебя» (оперетта)- Е.та А. Ю. Шерегия
- 2000 г. «Банкрот» — по М.Старицкому
- 2001 г. «Все начинается с любви» — Г. Голубенко, Л. Сущенко, В. Хаита; «Любимый соблазнитель» — В. Тарасова
- 2002 г. «Шампанского и карета» — А.Галин
- 2003 г. «Семейный УИК-ЭНД» — Ж. Пуаре
- 2004 г. «О’кей, Мойше» — C. Кузика
- 2005 г. «Чего хочет женщина?» — Квитка-Основьяненко; «Капля нежности» — А. Николаи; «Аудиенция» — Гавел, Вацлав
- 2006 г. "«Нужен Лжец» — Д. Псафас
- 2007 г. «Наталка-Полтавка» опера — И.Котляревкий
- 2009 г. «Судный час» — И. Казака
- 2010 г. «Осторожно женщины» — А.Курейчик; «Дорога к раю» — Д. Кешеля; «Великий Лягушонок» — Л. Устинов
- 2011 г. «Назар Стодоля» -Т.Шевченко; «Американская рулетка» — А. Мардань
- 2012 г."Ограбление в полночь" -М.Митровича; «Сватання на Гончаровке» — Квитка-Основьяненко
- 2013 г. «Здравстуйте, Я ваша тетя» -Б.Томас; Трамвай „Желание“ -Томас Уильямс
- 2016 г. «Орфей и Эвредика» — Ж.Кокто;